# Etnobiologia
Etnobiologia é o estudo científico da dinâmica de relacionamentos entre pessoas e seus grupos culturais, biota, e o meio ambiente, desde o passado distante até o presente imediato.

## Definição
A etnobiologia é essencialmente o estudo do conhecimento e das conceituações desenvolvidas por qualquer e sociedade a respeito da biologia, ou seja, é o estudo do papel da natureza no sistema de crenças e de adaptações do homem a determinados ambientes. Adams cita que além disso, a etnobiologia valoriza e cataloga o saber acumulado pelas populações tradicionais, fornece argumentos importantes para a preservação destes povos e de seus habitats para a criação de políticas sociais e ecologicamente mais justas.

## Ramos da etnobiologia
Dentro da etnobiologia, vários campos podem ser definidos, partindo da visão compartimentada da ciência sobre o mundo natural, tais como a etnozoologia, etnobotânica, etnoecologia, etnoentomologia, etnofarmacologia, entre outros.
A etnobiologia, muito recentemente, também tem sido utilizada como coadjuvante ao ensino de ciências. Especificamente, a etnobiologia pode contribuir para que os professores investiguem e compreendam quais os conhecimentos culturais acerca da natureza e seus elementos os estudantes trazem consigo para as salas de aula.

## Etnobiologia no Brasil
A etnobiologia no Brasil teve dois estudiosos interessantes no ramo da etnobotânica. Barbosa Rodrigues e Tekla Hartmann pesquisaram como índios brasileiros nomeavam e classificavam os vegetais.